# McDonald's eCDP
McDonald's eCrew Development Program (en català: Programa electrònic d'entrenament de l'equip de McDonald's), també conegut com McDonald's eSmart o McDonald's eCDP, és un videojoc educatiu de Nintendo DS utilitzat pels empleats de McDonald's al Japó. Inclou guies, proves i minijocs per formar el personal nouvingut.
El joc només es va fer per ser utilitzat internament i mai es va llançar al públic. Es desconeix el desenvolupador del joc.

## Desenvolupament
El joc tenia un pressupost de 200 milions de iens i estava pensat per ser utilitzat a les 3.700 ubicacions de McDonald's del Japó a finals del 2010. Es va distribuir juntament amb una Nintendo DSi especial amb un logotip de McDonald's en relleu al davant.

## Jugabilitat
El joc ensenya al jugador a cuinar i servir diversos articles del menú de McDonald's i realitzar altres tasques del restaurant. Els jugadors poden crear el seu propi perfil per comparar-lo amb altres empleats i després posar a prova els seus coneixements i habilitats. Un cop finalitzada una prova, el joc proporciona al jugador una puntuació. La puntuació acostuma a ser realment estricta, ja que està pensada per als treballadors i no per a la persona mitjana.
Tot i no ser un joc públic, conté una sèrie de vídeos i sprites, una àmplia banda sonora i compatibilitat amb la Nintendo Wi-Fi Connection per a estadístiques.

## Descobriment
L'esforç per preservar aquest rar joc va començar al voltant de setembre de 2020, quan el youtuber estatunidenc Nick Robinson va poder trobar una còpia a Yahoo Auctions Japan, comprar-la per 345.678 iens i penjar la rom a Internet. També va fer un documental explicant el seu recorregut per obtenir el joc, llançat el 17 de novembre de 2020.
La preservació del joc li donaria una gran popularitat i començaria un esforç comunitari per investigar-lo i traduir-lo. També va ser possible arxivar el successor del joc, conegut com eSmart 2.0, una eina similar a eCDP però destinada al personal més avançat.